# Leuctra sipahilerae
Leuctra sipahilerae är en bäcksländeart som beskrevs av Vinçon och Ignac Sivec 2001. Leuctra sipahilerae ingår i släktet Leuctra och familjen smalbäcksländor. Inga underarter finns listade i Catalogue of Life.